# Vîhoda, Cemerivți
Vîhoda (în ucraineană Вигода) este un sat în comuna Letava din raionul Cemerivți, regiunea Hmelnîțkîi, Ucraina.

## Demografie
Componența lingvistică a localității Vîhoda
     Ucraineană (100%)
Conform recensământului din 2001, toată populația localității Vîhoda era vorbitoare de ucraineană (100%).